# Vangélis Pavlídis
Evángelos Pavlídis, dit Vangélis Pavlídis (en grec : Βαγγέλης Παυλίδης), né le 21 novembre 1998 à Thessalonique en Grèce, est un footballeur international grec qui évolue au poste d'avant-centre au SL Benfica.

## Biographie

### En club
Le 15 mai 2016, Pavlídis fait ses débuts professionnels en entrant en jeu lors d'un succès 4-2 face au 1. FC Heidenheim 1846 en 2. Bundesliga. La saison suivante, il prend part à trois matchs de championnat.
Au mois de janvier 2018, Pavlídis rejoint en prêt le Borussia Dortmund II (en), jusqu'à la fin de la saison. Son prêt est prolongé par la suite pour la saison 2018-2019.
Le 17 janvier 2019, Pavlídis est prêté au Willem II, pour une durée de six mois. Au cours de ce prêt, il inscrit cinq buts en Eredivisie. À la suite de ses belles performances, le Grec signe pour trois saisons avec ce club en avril 2019.
La saison 2019-2020 démarre sur les chapeaux de roues pour Pavlídis, puisqu'il inscrit un doublé dès la première journée de championnat, sur la pelouse du PEC Zwolle (victoire 1-3). Il récidive lors de la troisième journée, avec un nouveau doublé inscrit lors d'un déplacement au Fortuna Sittard (victoire 2-3).
Le 9 juillet 2021, l'AZ Alkmaar annonce un accord avec Willem pour le transfert de Pavlídis. Il s'engage pour quatre ans contre un montant estimé à 2,5 millions d'euros.
Il rejoint le Benfica Lisbonne le 1er juillet 2024 où il s'engage pour 5 ans, soit jusqu’en 2029. Le montant du transfert est estimé à 20 millions d’euros. C’est d’ailleurs grâce à son unique but que le club rouge et blanc remporte sa dixième Supercoupe du Portugal en août 2025.

### En équipe nationale
Avec les moins de 17 ans, il inscrit deux buts, lors de deux rencontres amicales face à la Turquie. Il délivre également, en mars 2015, deux passes décisives contre l'Irlande et la Pologne, lors des éliminatoires du championnat d'Europe des moins de 17 ans 2015. Qualifié pour la phase finale de l'Euro des moins de 17 ans, il se met en évidence en inscrivant deux buts, contre la Russie et l'Écosse. Le bilan de la Grèce dans cette compétition s'élève à une victoire, un nul et une défaite. A noter que Pavlídis officie comme capitaine contre les Russes.
Avec les moins de 19 ans, il inscrit trois buts lors des éliminatoires du championnat d'Europe des moins de 19 ans 2017. Il est l'auteur d'un doublé contre le Luxembourg en novembre 2016 (victoire 5-0), puis marque un but contre la Finlande en mars 2017 (victoire 4-1).
Avec les espoirs, il inscrit un but lors d'un match amical contre la Géorgie, le 6 juin 2019 (victoire 3-0). Quatre jours plus tard, il est l'auteur d'un doublé contre Saint-Marin, lors des éliminatoires de l'Euro espoirs 2021 (victoire 5-0).
Pavlídis honore sa première sélection avec l'équipe de Grèce le 5 septembre 2019, en remplaçant Efthýmis Kouloúris contre la Finlande, lors d'une défaite 1-0 comptant pour les éliminatoires de l'Euro 2020. Il marque son premier but international le 15 octobre 2019 contre la Bosnie-Herzégovine (victoire 2-1).

## Statistiques

### Statistiques détaillées
| Saison                | Club                  | Championnat           | Championnat | Championnat | Championnat | Coupe nationale | Coupe nationale | Coupe nationale | Coupe de la Ligue | Coupe de la Ligue | Coupe de la Ligue | Supercoupe | Supercoupe | Supercoupe | Compétition(s) continentale(s) | Compétition(s) continentale(s) | Compétition(s) continentale(s) | Compétition(s) continentale(s) | Play-Offs | Play-Offs | Play-Offs | Coupe du monde des clubs | Coupe du monde des clubs | Coupe du monde des clubs | Grèce | Grèce | Grèce | Total | Total | Total |
| Saison                | Club                  | Division              | M.          | B.          | P.d.        | M.              | B.              | P.d.            | M.                | B.                | P.d.              | M.         | B.         | P.d.       | Comp.                          | M.                             | B.                             | P.d.                           | M.        | B.        | P.d.      | M.                       | B.                       | P.d.                     | M.    | B.    | P.d.  | M.    | B.    | P.d.  |
| 2015-2016             | VfL Bochum            | 2BL                   | 1           | 0           | 0           | -               | -               | -               | -                 | -                 | -                 | -          | -          | -          | -                              | -                              | -                              | -                              | -         | -         | -         | -                        | -                        | -                        | -     | -     | -     | 1     | 0     | 0     |
| 2016-2017             | VfL Bochum            | 2BL                   | 3           | 0           | 0           | -               | -               | -               | -                 | -                 | -                 | -          | -          | -          | -                              | -                              | -                              | -                              | -         | -         | -         | -                        | -                        | -                        | -     | -     | -     | 3     | 0     | 0     |
| Sous-total            | Sous-total            | Sous-total            | 4           | 0           | 0           | -               | -               | -               | -                 | -                 | -                 | -          | -          | -          | -                              | -                              | -                              | -                              | -         | -         | -         | -                        | -                        | -                        | -     | -     | -     | 4     | 0     | 0     |
| 2017-2018             | Dortmund II (prêt)    | REG                   | 17          | 5           | 0           | -               | -               | -               | -                 | -                 | -                 | -          | -          | -          | -                              | -                              | -                              | -                              | -         | -         | -         | -                        | -                        | -                        | -     | -     | -     | 17    | 5     | 0     |
| 2018                  | Dortmund II (prêt)    | REG                   | 15          | 2           | 4           | -               | -               | -               | -                 | -                 | -                 | -          | -          | -          | -                              | -                              | -                              | -                              | -         | -         | -         | -                        | -                        | -                        | -     | -     | -     | 15    | 2     | 4     |
| Sous-total            | Sous-total            | Sous-total            | 32          | 7           | 4           | -               | -               | -               | -                 | -                 | -                 | -          | -          | -          | -                              | -                              | -                              | -                              | -         | -         | -         | -                        | -                        | -                        | -     | -     | -     | 32    | 7     | 4     |
| 2019                  | Willem II (prêt)      | ERE                   | 14          | 5           | 3           | 3               | 1               | 1               | -                 | -                 | -                 | -          | -          | -          | -                              | -                              | -                              | -                              | -         | -         | -         | -                        | -                        | -                        | -     | -     | -     | 17    | 6     | 4     |
| 2019-2020             | Willem II             | ERE                   | 25          | 11          | 2           | 3               | 2               | 0               | -                 | -                 | -                 | -          | -          | -          | -                              | -                              | -                              | -                              | -         | -         | -         | -                        | -                        | -                        | 5     | 1     | 0     | 33    | 14    | 2     |
| 2020-2021             | Willem II             | ERE                   | 34          | 12          | 4           | 1               | 0               | 0               | -                 | -                 | -                 | -          | -          | -          | C3                             | 2                              | 2                              | 0                              | -         | -         | -         | -                        | -                        | -                        | 9     | 2     | 0     | 46    | 16    | 4     |
| Sous-total            | Sous-total            | Sous-total            | 73          | 28          | 9           | 7               | 3               | 1               | -                 | -                 | -                 | -          | -          | -          | -                              | 2                              | 2                              | 0                              | -         | -         | -         | -                        | -                        | -                        | 14    | 3     | 0     | 96    | 36    | 10    |
| 2021-2022             | AZ Alkmaar            | ERE                   | 33          | 16          | 5           | 4               | 3               | 0               | -                 | -                 | -                 | -          | -          | -          | C3+C4                          | 2+8                            | 0+4                            | 0+1                            | 4         | 2         | 0         | -                        | -                        | -                        | 12    | 3     | 0     | 63    | 28    | 6     |
| 2022-2023             | AZ Alkmaar            | ERE                   | 25          | 12          | 8           | 2               | 1               | 0               | -                 | -                 | -                 | -          | -          | -          | C4                             | 13                             | 9                              | 5                              | -         | -         | -         | -                        | -                        | -                        | 4     | 0     | 0     | 44    | 22    | 13    |
| 2023-2024             | AZ Alkmaar            | ERE                   | 34          | 29          | 4           | 2               | 1               | 0               | -                 | -                 | -                 | -          | -          | -          | C4                             | 10                             | 3                              | 2                              | -         | -         | -         | -                        | -                        | -                        | 7     | 0     | 0     | 53    | 33    | 6     |
| Sous-total            | Sous-total            | Sous-total            | 92          | 57          | 17          | 8               | 5               | 0               | -                 | -                 | -                 | -          | -          | -          | -                              | 33                             | 16                             | 8                              | 4         | 2         | 0         | -                        | -                        | -                        | 24    | 3     | 0     | 161   | 83    | 25    |
| 2024-2025             | SL Benfica            | Liga NOS              | 34          | 19          | 7           | 4               | 1               | 0               | 3                 | 2                 | 1                 | -          | -          | -          | C1                             | 12                             | 7                              | 2                              | -         | -         | -         | 4                        | 1                        | 1                        | 9     | 3     | 1     | 66    | 33    | 12    |
| 2025-2026             | SL Benfica            | Liga NOS              | 1           | 1           | 0           | 0               | 0               | 0               | 0                 | 0                 | 0                 | 1          | 1          | 0          | C1                             | 2                              | 0                              | 0                              | -         | -         | -         | -                        | -                        | -                        | 0     | 0     | 0     | 4     | 2     | 0     |
| Sous-total            | Sous-total            | Sous-total            | 35          | 20          | 7           | 4               | 1               | 0               | 3                 | 2                 | 1                 | 1          | 1          | 0          | -                              | 14                             | 7                              | 2                              | -         | -         | -         | 4                        | 1                        | 1                        | 9     | 3     | 1     | 70    | 35    | 12    |
| Total sur la carrière | Total sur la carrière | Total sur la carrière | 237         | 112         | 42          | 20              | 9               | 1               | 3                 | 2                 | 1                 | 1          | 1          | 0          | -                              | 49                             | 25                             | 10                             | 4         | 2         | 0         | 4                        | 1                        | 1                        | 47    | 9     | 1     | 365   | 161   | 56    |

### Buts internationaux
| 0     | Date                                                       | Lieu                                                       | Adversaire                                                 | Score                                                      | Résultats                                                  | Compétitions                                               | Détails                                                    | Détails                                                    | Sél.                                                       |
| ----- | ---------------------------------------------------------- | ---------------------------------------------------------- | ---------------------------------------------------------- | ---------------------------------------------------------- | ---------------------------------------------------------- | ---------------------------------------------------------- | ---------------------------------------------------------- | ---------------------------------------------------------- | ---------------------------------------------------------- |
| 1     | 15 octobre 2019                                            | Stade olympique d'Athènes, Athènes, Grèce                  | Bosnie-Herzégovine                                         | 1-0                                                        | 2-1                                                        | Éliminatoires Euro 2020                                    | 30e                                                        | du pied droit                                              | 3e                                                         |
| 2     | 28 mars 2021                                               | Stade de Toúmba, Thessalonique, Grèce                      | Honduras                                                   | 1-0                                                        | 2-1                                                        | Match amical                                               | 14e                                                        | du pied droit                                              | 11e                                                        |
| 3     | 28 mars 2021                                               | Stade de Toúmba, Thessalonique, Grèce                      | Honduras                                                   | 2-1                                                        | 2-1                                                        | Match amical                                               | 59e                                                        | de la tête                                                 | 11e                                                        |
| Total | 3 buts (2 du pied droit et 1 de la tête) en 14 sélections. | 3 buts (2 du pied droit et 1 de la tête) en 14 sélections. | 3 buts (2 du pied droit et 1 de la tête) en 14 sélections. | 3 buts (2 du pied droit et 1 de la tête) en 14 sélections. | 3 buts (2 du pied droit et 1 de la tête) en 14 sélections. | 3 buts (2 du pied droit et 1 de la tête) en 14 sélections. | 3 buts (2 du pied droit et 1 de la tête) en 14 sélections. | 3 buts (2 du pied droit et 1 de la tête) en 14 sélections. | 3 buts (2 du pied droit et 1 de la tête) en 14 sélections. |

## Palmarès
Willem II Tilburg :
- Coupe des Pays-Bas
  - Finaliste en 2019.

 SL Benfica :
- Coupe de la ligue Portugaise
  - Vainqueur en 2025
- Supercoupe du Portugal
  - Vainqueur en 2025

Distinctions individuelles :
- Meilleur buteur du  Championnat des Pays-Bas en 2024